# Ukrán fonológia
Ez a szócikk a standard ukrán nyelv fonológiájával foglalkozik.

## Magánhangzók

Az ukrán magánhangzók diagramja Pompino-Marschall, Steriopolo & Żygis (2016)

Az ukránnak hat magánhangzó fonémája van, melyek a következők: /i, u, ɪ, ɛ, ɔ és ɑ/.
Az /ɪ/ egyes csoportosítások szerint lehet visszahúzott, középmagas elülső magánhangzó is, melyet a szűken vett IPA szerint a következőképpen is át lehet írni: [e̠], [ë], [ɪ̞] vagy [ɘ̟].
Az ukrán fonetikusan nem különbözteti meg a hosszú és a rövid magánhangzókat, de azokat a magánhangzókat, melyekre nem esik hangsúly, röviden ejtik ki, és ilyenkor a következőképp változhatnak: 
- Hangsúlytalan helyzetben az /ɑ/ allofónja ɐ.[3]
- A hangsúlytalan /ɔ/ allofónja o, de ha ezt egy olyan szótag követi, melyben /u/ vagy /i/ van, akkor sokkal közelebb van a hangzása az /u/ hanghoz.[3]
- A hangsúlytalan /u/ allofónja  ʊ.[3]
- A hangsúlytalan /ɛ/ és /ɪ/ kiejtése közelít az e-hez, mely a két hang közös allofónja is lehet.[3]
- Az /i/ hangsúlytalan helyzetben nem változik meg jelentősen.[3]

## Mássalhangzók
|             | Labiális | Dentális/Alveoláris | Dentális/Alveoláris | Poszt- alveoláris | Palatális | Veláris | Glottális |
| Zöngés      | Labiális | Zöngétlen           |                     | Poszt- alveoláris | Palatális | Veláris | Glottális |
| ----------- | -------- | ------------------- | ------------------- | ----------------- | --------- | ------- | --------- |
| Nazális     | m        | n̪                   | nʲ                  |                   |           |         |           |
| Zárhang     | p b      | t̪ d̪                 | tʲ dʲ               |                   |           | k ɡ     |           |
| affrikát    |          | t̪͡s̪ d̪͡z̪               | t͡sʲ d͡zʲ             | t͡ʃ d͡ʒ             |           |         |           |
| Réshangok   | f        | s̪ z̪                 | sʲ zʲ               | ʃ ʒ               |           | x       | ɦ         |
| Approximáns | β̞        | l                   | lʲ                  |                   | j         |         |           |
| Pergő       |          | r                   | rʲ                  |                   |           |         |           |

Ha a felső táblában egy sorban két hang van, a jobboldali a zöngés, a baloldali a zöngétlen. 
Fonetikai szabályok:
- Nincs egyértelmű megállapodás arról, a /ɦ/ milyen fonetikai tulajdonságokkal rendelkezik. Egyes nyelvészek szerint a ʕ torokhang[4] (ħ [vagy néha, hangsúlytalan helyzetben x]).[4] Mások szerint ez a glottális ɦ.[5][6][7]
- A szó végén a /m/, /l/ és /r/ némák, a m̥, l̥, r̥ pedig néma mássalhangzó után némák.[8] Az /r/ esetében erre csak /t/ után kerül sor.[9]
- /w/ magánhangzók előtt gyakran bilabiális β̞ lesz, de gyakran labiodentális ʋ  lesz belőle (leggyakrabban az /i/) előtt.[10] w is lehet /ɔ/ vagy /u/.[3] A szó elején, magánhangzó előtt szintén [u̯] –két kell kiejteni.[10][11] Ha a /w/ zöngétlen mássalhangzó előtt áll, és nem egy magánhangzó előzi meg, lehetséges, hogy zöngétlen ʍ válik belőle.[3]
- /r/ a beszélt nyelvben gyakran ɾ less.
- /t, d, dʲ, n, nʲ, s, sʲ, z, zʲ, t͡s, t͡sʲ, d͡z, d͡zʲ/ a [t̪, d̪, d̪ʲ, n̪, n̪ʲ, s̪, s̪ʲ, z̪, z̪ʲ, t̪͡s̪, t̪͡s̪ʲ, d̪͡z̪, d̪͡z̪ʲ] zöngétlen változatai,[12] míg a /tʲ, l, lʲ, r, rʲ/ tʲ, l, lʲ, r, rʲ aleováris változatai.[13]
- Az ukránban 10 ínyhang van. Ezek:: /j, dʲ, zʲ, lʲ, nʲ, rʲ, sʲ, tʲ, t͡sʲ, d͡zʲ/. A /j/ kivételével mindegyiknek van lágy és kemény változata is. Abban nincs egyetértés, hogy a /rʲ/ ínyhang-e vagy sem. Néha félínyhangnak számítják.[14] Az ajakhangoknak /p, b, m, f/ csak félínyhangos megfelelőik vannak, a /w/-nek pedig csak Kemény változata létezik.[15] A /ɦ, ɡ, ʒ, k, x, t͡ʃ, ʃ, d͡ʒ/ gyengén palatális hangok. Gyakran csak a kemény hangok allofónjának, tekintik ezeket, és nem a kemény hangoktól eltérő fonémának.[16]
- Az orosszal és több más szláv nyelvvel szemben az ukránban nincs szóvégi lágyulás, ami megfigyelhető a віз szónál. Ennek a kiejtése [ˈʋiz] (segítség·infó), nem pedig *[ˈʋis].[3]
- The fricative articulations [v és a ɣ] a /f, x/ betűpár zöngétlen megfelelői, ha a hang más zöngés mássalhangzó előtt szerepel. /x, ɦ/ nem teljesen zöngétlen-zöngés párjai egymásnak, de ha a /ɦ/ [h] helyett [x]-nak hangzik, akkor lehetnek átfedések. A hivatalos nyelvben a /f, w/ nem egymás zöngés-zöngétlen párjai, mivel a [v] fonémiailag nem felel meg a /w/, és a [ʍ] hangoknak.[3]

Ha a szó végén kettő vagy több mássalhangzó található, a következő feltételek mellett új magánhangzót tűznek be: A következő mássalhangzócsoportban: C1(ukránul: ь)C2(ukránul: ь), ahol C bármilyen mássalhangzó lehet. A magánhangzó a két mássalhangzó közé és a ukránul: ь mögé ékelődik be. Magánhangzót csak akkor tesznek be, ha C2 kiejtése /k/, /w/, /l/, /m/, /r/, vagy /ts/. Ebben az esetben, ha:
1. Ha C1 kiejtésileg /w/, /ɦ/, /k/, vagy /x/, a közberakott hang mindig [o]
  1. Nem tesznek be magánhangzót, ha a /w/ eredetileg egy közös szláv vióoikalikus *l volt, például  /wɔwk/ (lásd lejjebb)
2. Ha C2 /l/, /m/, /r/, vagy /ts/, akkor a magánhangzó /ɛ/.
3. A, /-stw/ /-sk/  kombinációk nem szakadnak fel.
4. Ha C1 /j/ vagy (й), akkor lehet használni a fentebbi szabályokat. Azonban gyakori az a változat is,m mikor nem tesznek közéjük magánhangzót.

### Magánhangzók és félmangánhangzók átalakulása
Az ukránban van egy külön szótagot nem alkotó  [u̯], mely a /w/ allofónja. A /j/ és /w/ félmagánhangzók átalakulnak /i/ illetve /u/ hangokká. A félmagánhangzó szótagképző, ha előtte magánhangzó, utána pedig mássalhangzó áll. Lehet ez egy szón belül vagy szavak között is. Lásd például
ukránul: він іде́ /ˈwin iˈdɛ/ ('ő  éppen jön (férfi))
ukránul: вона́ йде /wɔˈnɑ ˈjdɛ/ ('ő éppen jön (nő))
ukránul: він і вона́ /ˈwin i wɔˈnɑ/ ('ő (férfi) és ő (nő))
ukránul: вона́ й він /wɔˈnɑ j ˈwin/ ('ő (nő) és ő (férfi));
ukránul: Утоми́вся вже /utɔˈmɪwsʲɑ ˈwʒɛ/ ('már elfáradt)
ukránul: Уже́ втоми́вся /uˈʒɛ wtɔˈmɪwsʲɑ/ (' már elfáradt)
ukránul: Він утоми́вся. /ˈwin utɔmɪwsʲɑ/ (Ő már elfáradt.')
ukránul: Він у ха́ті. /ˈwin u ˈxɑtʲi/ ('Ő (férfi) a házon belül van.')
ukránul: Вона́ в ха́ті. /wɔˈnɑ w ˈxɑtʲi/ ('Ő (nŐ) a házon belül van.')
ukránul: підучи́ти /piduˈt͡ʃɪtɪ/ ('egy kicsit többet tanítani/tanulni')
ukránul: вивчи́ти /wɪwˈt͡ʃɪtɪ/ ('megtanulva')
Ez a jelenség jelentősen megkülönbözteti az ukrán írást az orosztól és a lengyeltől is. 

### Mássalhangzó-hasonulás
A zöngétlen gátolt hangok zöngésnek hallatszanak, ha zöngést előznek meg, de ennek ellenkezője nem igaz:
- ukránul: наш [nɑʃ] ('miénk)
- ukránul: наш дід [nɑʒ ˈdʲid] ('nagyapánk)
- ukránul: бере́за [bɛˈrɛzɑ] (nyírfa')
- ukránul: бері́зка [bɛˈrʲizkɑ] ('kis nyírfa')

A következőek a kivételek: ukránul: легко, ukránul: вогко, ukránul: нігті, ukránul: кігті, ukránul: дьогтю, ukránul: дігтяр és ezek változatai. A /ɦ/ átalakulhat Sablon:IPAblink-vá vagy összeolvadhat az /x/ hanggal.

## További olvasmányok
- Bahmut, Alla Josypivna. Інтонація як засіб мовної комунікації. Naukova dumka (1980)
- Toc’ka, N.I.. Голосні фонеми української літературної мови. Kyjivs’kyj universytet (1973)
- Toc’ka, N.I.. Сучасна українська літературна мова. Vyšča škola (1995)
- Zilyns'kyj, I.. A Phonetic Description of the Ukrainian Language. Harvard University Press (1979). ISBN 0-674-66612-7
- Zygis, Marzena (2003), "Phonetic and Phonological Aspects of Slavic Sibilant Fricatives", ZAS Papers in Linguistics 3:  175–213, <http://www.zas.gwz-berlin.de/fileadmin/material/ZASPiL_Volltexte/zp32/zaspil32-zygis.pdf>. Hozzáférés ideje: 2018-02-13 Archiválva 2017. október 11-i dátummal a Wayback Machine-ben